# Lugașu de Sus
Lugașu de Sus – wieś w Rumunii, w okręgu Bihor, w gminie Lugașu de Jos. W 2011 roku liczyła 903 mieszkańców.